# Samira Tewfik
Samira Tewfik, pseudonimo di Samira Ghastin Karimona (in arabo سميرة توفيق‎?; Umm Haratayn, 25 dicembre 1935), è una cantante e attrice libanese.
Ha conseguito la fama nel mondo arabo specializzandosi nella musica beduina giordana e partecipando a numerosi film arabi.

## Biografia
Samira nacque da famiglia armena cristiana a Rmeil a Beirut, in Lebanon. Crebbe nel quartiere di Rmeil a Beirut, dove il padre lavorava come operaio portuale. Fin da bambina nutrì passione per la musica araba classica, in particolare per Farid al-Atrash. Venne scoperta dal musicista Albert Ghaoui, che rimase colpito dalla sua voce. Ghaoui presentò Samira al musicista egiziano Tawfiq Bayoumi che le insegnò la tawashih. Bayoumi le conferì il nome d'arte Tawfiq (o Tewfik) quando le disse al-Tawfiq Min Allah ("il successo arriverà con la benedizione di Dio"). Il suo primo successo su Radio Beirut fu con Maskin Ya Qalbi Yama Tlaawat, originariamente cantata da Bayoumi.
Conquistare la fama in Libano fu difficile, dato il monopolio di Fairuz, Sabah e Wadi al-Safi, ma eccellse dopo essersi stabilita in Giordania negli anni 1960 e 1970. La Jordanian Broadcasting Authority la assunse richiedendole che cantasse nel dialetto beduino, affinché divenisse più invitante per il pubblico transgiordano. La sua prima canzone suonata dalla radio giordana fu Maskin Ya Qalbi Yama Tlaawat. Samira organizzò il suo primo concerto nel villaggio giordano Ainata e il giorno seguente venne invitata ad esibirsi ad un evento a cui prese parte il Re Husayn. Re Husayn divenne ammiratore della musica di Samira. Samira rappresentò la Giordania in tutto il mondo arabo.
Samira si esibiva spesso in sgargianti abiti in stile beduino. Divenne famosa in Giordania per canzoni di ispirazione patriottica, come Diritna al-Urduniya e Urdunn al-Quffiya al-Hamra. La sua canzone d'amore di maggior successo commerciale fu Al Eyn Mulayitain, che parla di una ragazza di campagna che attraversa un ponte più volte al giorno apparentemente per raccogliere l'acqua per la sua famiglia, ma con la reale intenzione di incontrare un giovane di cui è innamorata.
Samira Tewfik è generalmente considerata la prima grande artista a rappresentare la musica giordana e a renderla popolare nel mondo arabo; il suo stile beduino ispirò molti altri artisti giordani.
Samira attualmente vive a Hazmiyeh, vicino a Beirut. Il 20 luglio 2015 il comune di Hazmiyeh le ha organizzato una celebrazione onoraria.